# Thaleropis
Thaleropis là một chi thuộc phân họ Apaturinae trong Họ Bướm giáp. Chi này có 5 loài.

## Các loài
- Thaleropis ammonia Herrich-Schäffer 1851
- Thaleropis ionia Fischer von Waldheim & Eversmann 1851
- Thaleropis jonina Kind 1856
- Thaleropis kilusa Smith 1891
- Thaleropis trigona Holland 1892